# Bagno Wizna I
Bagno Wizna I – torfowiskowy rezerwat przyrody położony na terenie gminy Rutki, w powiecie zambrowskim, w województwie podlaskim. Został utworzony na mocy Zarządzenia Ministra Leśnictwa i Przemysłu Drzewnego z dnia 23 listopada 1967 roku. Zajmuje powierzchnię 36,50 ha (akt powołujący podawał 30,00 ha).
Stworzony już w czasie meliorowania terenu, dla ochrony: torfowiska wysokiego ze stanowiskami rzadko spotykanych gatunków roślin, takich jak: miodokwiat krzyżowy, gnidosz królewski, brzoza niska i wierzba lapońska. W efekcie zmian warunków wodnych rośliny te (oprócz brzóz) w zasadzie wyginęły. W pokrywie roślinnej dominuje pokrzywa zwyczajna i przytulia czepna.
Obecnie za cel ochrony rezerwatu podaje się: „zachowanie fragmentu torfowiska niskiego do celów badawczych i obserwacji procesów dynamicznych zachodzących w fitocenozach torfowisk niskich”.
Według obowiązującego planu ochrony ustanowionego w 2016 roku, obszar rezerwatu objęty jest ochroną czynną.